# 美國總統選舉辯論

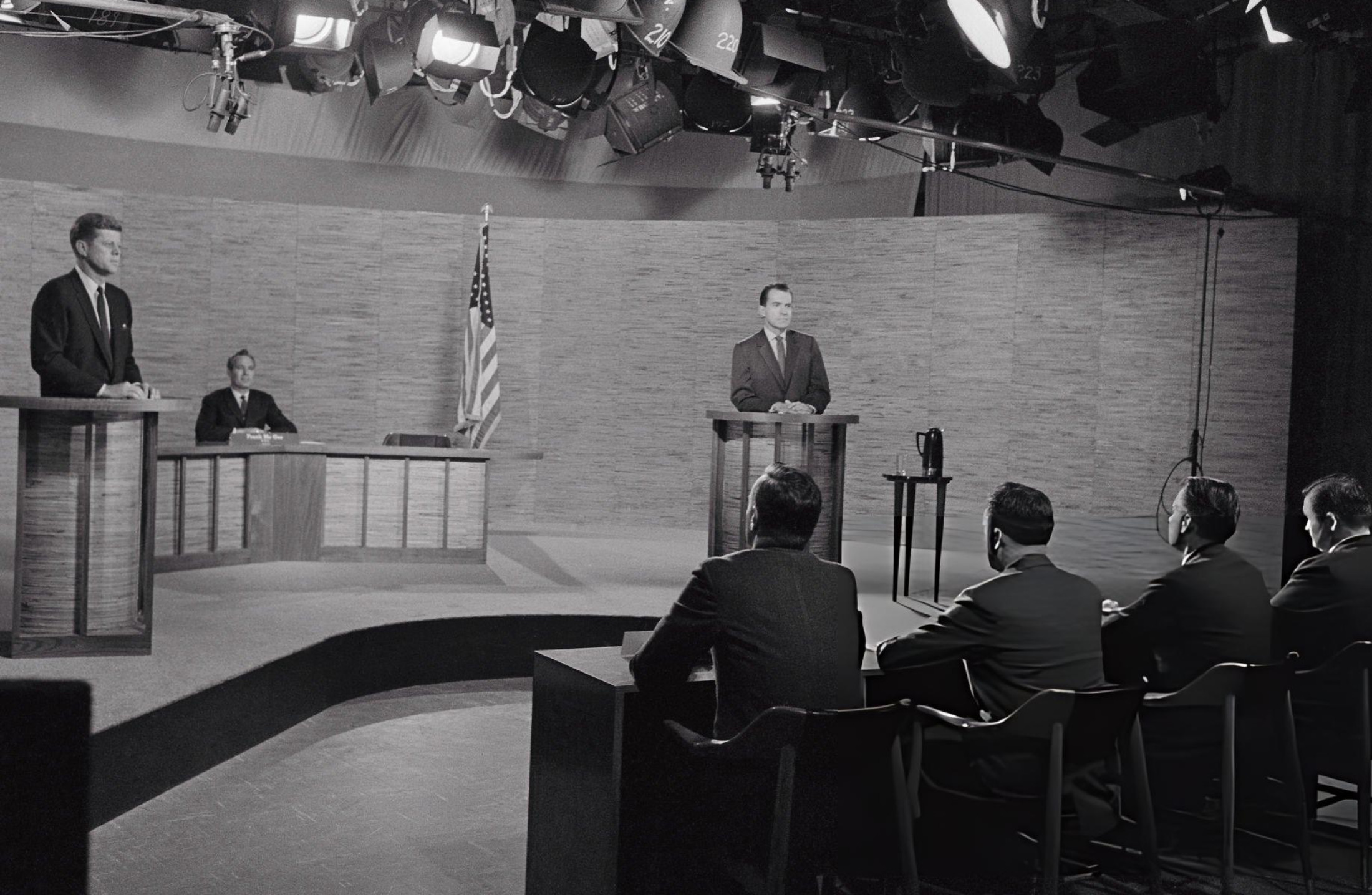
1960年，约翰·肯尼迪和理查德·尼克松参加由华盛顿环球电视公司弗兰克·麦克吉主持的第二次总统辩论会。

美國總統選舉辯論是美國總統大選一個例行舉辦的選舉流程。通常主要候选人都會參與，主要候选人一般来自两个最大党派：民主党和共和党。辩论中讨论的主题通常是当时最具争议的问题，可以说这些辩论几乎决定了选举（例如尼克松与肯尼迪的辩论选举会）。候选辩论不是宪法授权的，但现在被认为是必要的选举过程。辩论主要针对犹豫不决的选民，也就是那些倾向于不偏向于任何政治意识形态或政党的人.
总统辩论一般在总统提名大会之后在选举周期的晚些时候举行。候选人往往会聚集到在一个大厅里，通常会选在大学，由一大群公民围观。辩论的形式各不相同，有时会由一个或多个新闻记者主持人提问，而在其他情况下可能是由观众提问。在1988年至2000年期间，两种主要候选人之间的秘密谅解备忘录详细规定了这些所谓的形式。与此同时他们还一起商定了2004年的谅解备忘录。与往年备忘录不同的是它是由两个候选人共同发布的。
辩论可以在电视、广播以及2000年代以来发展迅速的網際网络进行直播。 1960年选举的第一次辩论吸引了来自1.79亿人口的6600万观众，使其成为美国电视史上最受欢迎的广播节目之一。 1980年的辩论吸引了来自2.26亿人口的8千万观众。然而最近的观众人数相对往年变少，从2000年第一次辩论的4600万人到2012年第一次辩论的高达6700万人。2016年唐纳德·特朗普和希拉里·克林顿总统辩论会创了历史记录，大约超过了8400万人观看。此数字还不包括网上流媒体。

## 历史

### 先例
虽然第一次真正总统大选辩论直到1960年才举行，但之前就已经有一些类似的辩论会。
1858年亚伯拉罕·林肯和参议员斯蒂芬·道格拉斯在美国参议院的进行了七次面对面的辩论。辩论会没有主持人，候选人会轮流以一个小时的发言开始每个辩论，然后另一个候选人有一个半小时反驳，最后第一个候选人以半小时的答复结束辩论。道格拉斯后来被伊利诺伊州立法机构重新当选为参议员。在1860年，林肯和道格拉斯同时被提名为总统候选人（分别由共和党和北民主党提名），他们早些时候的辩论帮助确定了他们在选举中的地位，但他们并没有在竞选期间会面。
1940年，共和党候选人温德尔·威尔基公然开启与富兰克林·罗斯福总统的辩论，但罗斯福拒绝了。 
1948年，共和党主要候选人托马斯·杜威和哈罗德·斯塔森在俄勒冈州举行了一次广播辩论会。而后再在1956年，民主党紧随其后，由阿德萊·史蒂文森和埃斯蒂斯·基福弗进行了总统初选辩论。马里兰大学的学生会邀请了两位总统候选人在其大学进行辩论。 1956年8月，巴尔的摩太阳报写了一篇题为“移民促使总统辩论”的文章。双方政党主席都考虑了这个建议。马里兰大学1960级的学生之一弗雷德·卡恩是总统辩论的早期倡导者。 1956年8月，卡恩先生给乌尔姆主席威尔逊·埃尔金斯致信，他建议两个政党的美国总统候选人在同一个平台上一起回答一群大学生的问题。卡恩分别致函民主党委员会和共和党委员会，马里兰州长西奥多·麦克尔丁和埃莉诺·罗斯福。罗斯福夫人回信给卡恩说道“这将会是全国各地青年人的兴趣所在，这不仅是马里兰大学所有年轻人的表态也是对这个国家所有年轻人表态。罗斯福夫人还将卡恩的建议致函詹姆斯·芬尼根，阿德莱·史蒂文森的竞选助理。卡恩的建议在1960年总统竞选期间对肯尼迪 - 尼克松辩论的影响尚不清楚，但他的想法确实受到全国新闻界的曝光。四年后，肯尼迪 - 尼克松辩论就是第一次电视辩论。

### 1960年肯尼迪 - 尼克松总统辩论
第一次美国总统大选辩论于1960年9月26日举行。由参议员约翰·肯尼迪（民主党提名人）和副总统理查德·尼克松（共和党候选人）在芝加哥CBS广播公司的WBBM电视工作室参加。辩论会主持人为霍华德·史密斯，到会人员还有NBC新闻代表桑德瓦·诺克尔，Mutual新闻代表查尔斯·沃伦和CBS的代表斯图尔·特诺文斯。历史学家德鲁克曼说道“电视”让观众更多关注于候选人形象（例如，正直）。同时，电视响应世界变得更加两极分化和受意识观念驱动。辩论中，因为尼克松没有肯尼迪上镜，他被认为在电视上表现不佳。虽然相比肯尼迪，他是更好的辩论者，至少广播观众都认为在第一场辩论中他跟肯尼迪一样好，而且他拥有更多的政策知识和良好的广播口才。那是因为他出院以后体重减轻，脸色变得苍白，加上辩论期间又挥汗如雨。他的西装又恰好与辩论会背景撞色，显得身材矮小。除此之外，他甚至拒绝上电视前做稍许装扮，加上两鬓的胡须使得他在黑白电视屏幕前显得特别突兀。许多观察家认为第一次辩论肯尼迪赢得尼克松是选举的一个转折点。在第一次辩论后，民调显示肯尼迪从轻微的落后扭转为略胜一筹。  
此次辩论一共分为三场。第一场：10月7日，在华盛顿特区电台NBC全国广播公司工作室，由叙述员弗兰克·麦克吉与其他4位新闻记者保罗·尼文（CBS哥伦比亚广播公司），爱德华·摩根，（ABC美国广播公司）;阿尔文·斯皮瓦克（UPI合众国际社），哈罗德·列维（纽约每日新闻报）陪同参加; 第二场： 10月13日，尼克松和和肯尼迪分别在洛杉矶的ABC工作室和纽约的ABC工作室进行电视辩论，这次辩论由比尔·沙德尔担当主持人以及四个新闻人员陪同; 第三场：10月21日，在纽约的ABC工作室，由主持人昆·西豪以及弗兰克·新格斯特，约翰·爱德华兹，沃尔特·克朗凯特（CBS的明星主播）和约翰·钱塞勒（美国NBC晚间新闻评论员）组成的四人小组参会。在之后的电视辩论中，尼克松恢复了体重，也为上电视前做了装扮，比第一次辩论显得端庄得体很多，顺利得赢得了第二次和第三次辩论。然而这些后续事件的观众人数都比不上第一次辩论。在之后的1968年和1972年尼克松都拒绝进行电视辩论，因为他觉得在这个紧张激烈的辩论中他的外表使他输掉了赢肯尼迪的资本。

### 1968 年和1972年主要竞选辩论
除了1968年的民主党候选人罗伯特·肯尼迪和尤金·麦卡锡之间和在1972年乔治·麦戈文和休伯特·汉弗莱之间举行党内辩论外， 在1964年，1968年和1972年时并没有举行总统大选辩论。 

### 1976年-至今

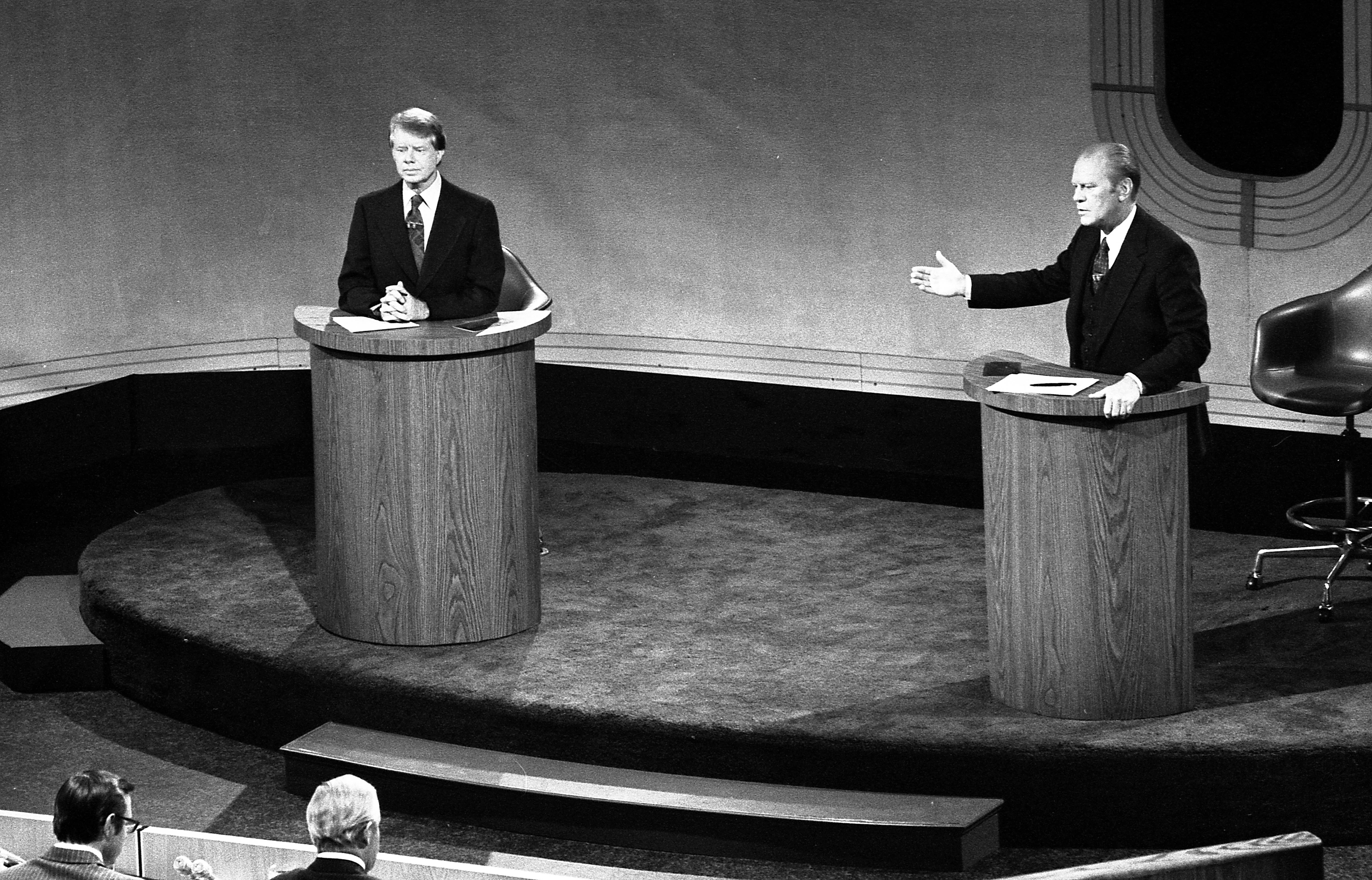
卡特和福特在费城的核桃街剧院辩论本国政策。（1976年9月23日）

直到1976年，第二轮总统辩论电视直播才在总统大选竞选期间拉开帷幕，与此同时该辩论由妇女选民联盟赞助。 1976年9月23日，民主党候选人：乔治亚州州长吉米·卡特和共和党现任总统：来自密歇根州的杰拉尔德·福特同意在电视上以及工作室观众面前举行三次辩论（一次是关于国内问题，一次是关于外交政策，最后是关于其他议题）。当年还在民主党参议员沃尔特·蒙代尔和共和党参议员鲍勃·多尔之间举行了一次单一的副总统辩论。
第一次电视辩论大约维持了一个小时候后，发生了意外。来自核桃街剧院和发送到所有网络的广播音频突然切断，恰巧在发表辩论中途的卡特被静音化了。这两个候选人最初未意识到这个技术故障，继续辩论，而电视观众听不到在此期间发表的言论。因此，他们很快被告知这个情况，然后静静地在他们的讲台上站了约27分钟，直到问题的根源一个电容器被发现以及维修妥当。然后卡特及时地短暂完成他本应在音频切断前开始的阐述，而后两个候选人都发表结束话语。
在之后福特和卡特的1976年辩论中，电视转播的戏剧性效果再次显现。福特已经在投票中打垮了卡特的领先地位，总体上算赢得了关于国内政策的第一次辩论。而后发布的民意调查显示两人获得票数相当。然而，在关于外交政策的第二次辩论中，当福特说道“如果没有苏联对东欧的控制，这里将绝不会有福特政府，之时，他犯了一个众所周知的重大失误。此后，福特的势头停滞了，卡特几乎赢了的此次选举。

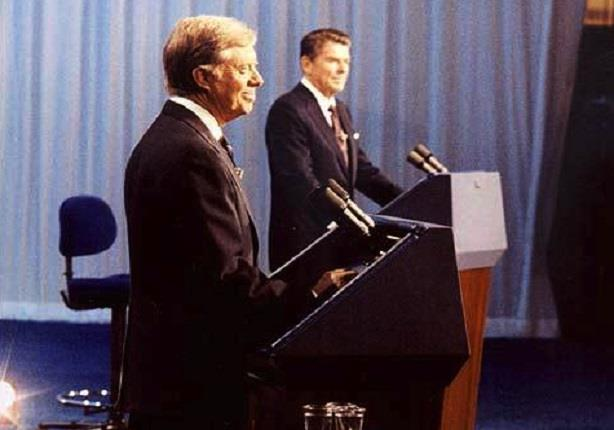
总统吉米·卡特（左）和前州长罗纳德·里根（右）在1980年10月28日的总统辩论。里根最令人难忘的口头禅“你看看,你又来劲啦”。

1980年辩论又被推上了风口浪尖。在选举时期早些时候，卡特总统领导他的对手，加州州长罗纳德·里根。在辩论中，作为演员的里根有多年对面镜头的经验，里根比卡特表现更自如，被选民判断为赢得了大幅度的辩论。这有助于让里根成为滑坡胜利。里根的竞选班子设法窃取了一份卡特辩论的演讲稿。1983年的此事件的暴露导致了一公众丑闻俗称“辩论门”事件。
罗纳德·里根在1984年10月21日的总统竞选可谓是他与前副总统沃尔特·蒙德尔的总统竞选中的一个转折点。罗纳德·里根开玩笑地讲道：“我不会将年龄作为这次辩论的一个障碍，我不会为了我的政治目的利用对手的年轻和缺乏经验来打压对方。”在辩论之前里根因为他的年龄问题而饱受争议，而他巧妙地利用了这点扭转局势把矛头指向对手。
自1976年以来，每次总统选举都出现了一系列副总统辩论。副总统辩论自1984年以来定期举行，而且一般关注度不高，历史表明对历届总统选举的影响力也微乎其微。副总统辩论中最令人难忘的那次应该是1988年发生在共和党人丹·奎尔和民主党人劳埃德·本特森之间的辩论。奎尔因被乔治·布什选为当时的副总统候选人和共和党总统候选人而受到广泛批判，其中一个原因是他缺乏经验。在辩论中，奎尔为了试图缓解这种不满就指出他年轻有为，经验丰富就如1960年的担任在总统的肯尼迪。民主党人勞埃德·本特森奚落到：“参议员，我曾为杰克·肯尼迪工作过。我了解肯尼迪，他是我的朋友，然而“参议员，你根本不像肯尼迪。“

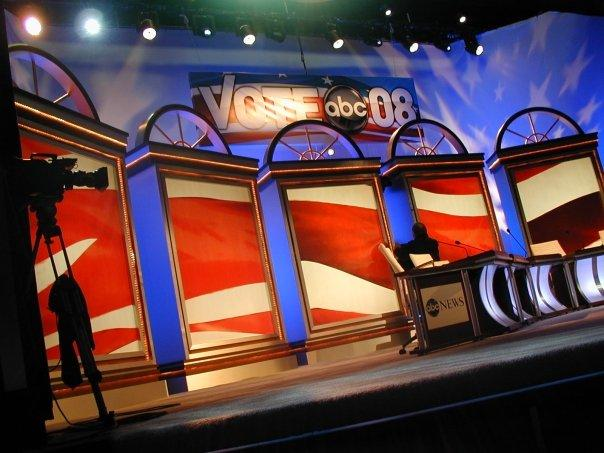
2008年ABC（美国广播公司） / Facebook辯論场地：聖安塞姆学院

1992年举行了第一次涉及两大党派候选人和第三方候选人辩论会。亿万富翁罗斯·佩罗对战布什·总统和民主党提名总督比尔·克林顿。与此同时，布什总统也因为他早期对参加辩论犹豫不决而饱受批评，有人甚至形容他是一个“胆小鬼”。此外，他也因老查看时间而引起不满。最初据说他是为了监督其他候选人是否在他们的时间限制内发表完言论，但最终显示，总统却是在查看辩论剩余时间。
国家总统辩论电视直播历届主持人主要包括乔治·萧伯纳，比尔·莫耶斯，吉姆.莱勒和芭芭拉·沃尔特斯。 
圣安塞尔学院——竞选辩论喜爱的场地，在2004年和2008年期间一共举办了四次主要辩论，原因是该学院的历史源自新罕布什尔州小学。 
然而，圣路易斯华盛顿大学曾主持过三次由两党委员会组织的总统辩论（分别在1992年，2000年和2004年），比2016年之前的任何其他地点都多。同时也是2016年辩论的一个场地之一。该大学本被设为1996年一次辩论的场地，但后来因两个总统候选人之间进行谈判，将辩论数量从三个减少到两个而没有不了了之。除此之外，该大学也举办了2008年唯一的副总统辩论。
霍夫斯特拉大学原本只是一个候选站点，但最终被设为2016年第一次总统辩论的场地。在总统辩论剩下八个星期里赖特州立大学宣布退出，这使霍夫斯特拉大学成为在三个连续竞选周期内主办总统辩论的唯一一个学校。

## 规则和模式
一些辩论的特点是候选人站在他们的讲台后面，或者相对于主持人站在会议桌的另一侧。根据商定的模式，主持人或观众都可以提问。通常没有开场白，只发表结束语。
一般靠投掷硬币来决定谁先回答第一个问题以及谁先开始结束语。每个候选人将轮流作答。一旦提出问题，候选人有2分钟时间答题。在这之后，对方候选人有大约1分钟回应和驳斥她/他的论点。根据主持人的判断，对每个候选人问题的讨论时间最多可以延时30秒。
在最近的辩论中，已经安装了类似交通灯的彩色灯，以提醒候选人所剩时间。绿色代表时间还剩30秒，黄色表示剩下15秒，而红色表明只剩下5秒。如果需要，还可以使用蜂鸣器或其他某些标志来暗示时间。

## 辩论的赞助方
总统辩论的展开掌控权已经斗争二十多年了。1976年，1980年和1984年三届的总统辩论是由无党派妇女选民联盟任责。然而在1987年，为了抗议政党候选人企图完全控制辩论的各个方面，妇女选民联盟申请退出辩论赞助。 1988年10月2日，妇女选民联盟的14名受托人一致投票退出辩论，在同年的10月3日，他们发布了新闻申明:      
妇女选民联盟正在退出对总统辩论的组织和赞助权...因为两个党派竞选组织对美国选民施行欺诈。我们已经清楚地看到，候选人意于在竞选辩论中玩各种小把戏然而缺乏实质性，自发性和对棘手问题准确的回答。本联盟不想成为美国公众耻辱的同谋。
妇女选民联盟指出：“他们之所以退出是因为两党辩论方在9月28日（预定的辩论前两周）向联盟提交了他们的辩论协议。这些竞选协议都是”闭门“协商的...... 也就是说这十六页协议中的各项条件都未经过谈判私自确立的。对联盟来说最令他们反感的是协议中的关于给予竞选方对竞选程序史无前列的干预权.... 包括指定提问者和观众以及规定访问大厅和其他问题。
在同一年，这两个主要政党通过总统辩论委员会（CPD）拥有对总统辩论的组织和控制权。该委员会自民主党全国委员会和共和党全国委员会前任主席成立以来一直在领导地位。      
有些人对于关于排除第三党和无党派人士以及行使平行面试模式（民意测验数据至少在15％以上才能被邀请）进行指责批评。 2004年，公民辩论委员会（CDC）成立，其任务是将辩论的控制权交还给一个独立的非党派机构，而不是两党派机构。然而，CPD仍保留对该年和2008年辩论的掌控权。

## 时间线
来源: 总统辩论委员会 - 辩论历史
| 选举时间       | 总统辩论次数 | 副总统辩论次数 |
| -------------- | --- | --- |
| 1960           | 副总统理查德·尼克松和马萨诸塞参议员约翰·肯尼迪之间的四次辩论 | 无 |
| 1964 1968 1972 | 无 | 无 |
| 1976           | 总统杰拉尔德·福特和前乔治亚州州长吉米·卡特之间的三次辩论 | 堪萨斯州参议员鲍勃·多尔和明尼苏达州参议员沃尔特·蒙达尔 |
| 1980           | † 总统吉米·卡特，前加州州长罗纳德·里根和伊利诺伊州议员约翰·安德森之间的举办了三场辩论;同时还有副总统候选人沃尔特·蒙达尔先生，前中央情报局局长布什总统和前威斯康星州州长派屈克·鲁西先生之间的辩论。如果安德森在场，卡特拒绝辩论，而没有安德森，里根拒绝辩论，这导致第一次辩论是里根和安德森，而后第二次辩论和副总统辩论都被取消。第三场辩论时，里根接受了卡特的要求，进行了两人之间的较量。 | † 总统吉米·卡特，前加州州长罗纳德·里根和伊利诺伊州议员约翰·安德森之间的举办了三场辩论;同时还有副总统候选人沃尔特·蒙达尔先生，前中央情报局局长布什总统和前威斯康星州州长派屈克·鲁西先生之间的辩论。如果安德森在场，卡特拒绝辩论，而没有安德森，里根拒绝辩论，这导致第一次辩论是里根和安德森，而后第二次辩论和副总统辩论都被取消。第三场辩论时，里根接受了卡特的要求，进行了两人之间的较量。 |
| 1984           | 总统罗纳德·里根和前副总统沃尔特·蒙德尔之间的两次辩论。 | 副总统乔治·布什和纽约代表杰拉尔丁·费拉罗之间的辩论 |
| 1988           | 副总统布什和麻萨诸塞州州长迈克尔·杜卡基斯之间的两次辩论 | 印第安纳参议员丹·奎尔和德克萨斯州议员勞埃德·本特森之间的一次辩论 |
| 1992           | 总统布什，阿肯色州州长比尔·克林顿和商人罗斯·佩罗的三次辩论 | 副总统丹·奎尔，田纳西参议员阿尔·戈尔和前海军上将海军詹姆斯·斯托克 |
| 1996           | 总统比尔·克林顿和前堪萨斯州参议员鲍勃·多尔之间的两次辩论 | 副总统阿尔·戈尔和前住房和城市发展部部长杰克·肯普之间的一次辩论 |
| 2000           | 副总统戈尔和德克萨斯州州长布什之间进行的三次辩论 | 康乃狄克州参议员乔·利伯曼和前国防部长迪克·切尼之间的一次辩论 |
| 2004           | 总统布什和马萨诸塞州参议员约翰·克里之间的三次辩论 | 副总统迪尼·切尼和北卡罗来纳州参议员约翰·爱德华兹之间的辩论 |
| 2008           | 亚利桑那州参议员约翰·麦凯恩和伊利诺伊州参议员贝拉克·奥巴马之间的三次辩论 | 阿拉斯加州州长 莎拉·佩林和特拉华州参议员乔·拜登之间的一次辩论 |
| 2012           | 总统贝拉克·奥巴马和前麻萨诸塞州州长米特·罗姆尼之间的三次辩论 | 副总统乔·拜登和美国威斯康星美国代表保罗·瑞恩之间的辩论 |
| 2016           | 前国务卿希拉里·克林顿和商人唐纳德·特朗普之间的三次辩论 | 維吉尼亞聯邦參議員蒂姆·凱恩和印第安纳州州长邁克·彭斯之间的一次辩论 |
| 2020           | 总统唐纳德·特朗普和前副总统乔·拜登之间的兩次辩论（原預定舉辦三次，第二次因唐納·川普被確診2019冠狀病毒病而取消） | 副总统邁克·彭斯和加州聯邦參議員賀錦麗之间的一次辩论 |
| 2024           | 總統乔·拜登與前總統唐纳德·特朗普之間的一次辯論。 副總統賀錦麗和唐纳德·特朗普之間的一次辯論。 | 明尼蘇達州州長提姆·華茲和俄亥俄州聯邦參議員J·D·范斯之間的一次辯論。 |

### 赞助商，地点，主持人，小组成员和收视率
| 选举时间 | 辩论场次   | 赞助方（组织方）                                       | 地点                                                                   | 主持人                                                                      | 小组成员 | 观众         | 来源          |
| -------- | ---------- | ------------------------------------------------------ | ---------------------------------------------------------------------- | --------------------------------------------------------------------------- | --- | ------------ | ------------- |
| 1960     | 第一次辩论 | 第一次辩论 由“三巨头”电视网络（ABC，CBS和NBC）联合赞助 | WBBM电视演播室 （芝加哥，伊利诺伊州）                                  | 哥伦比亚广播公司(CBS)的霍华德·史密斯                                        | 桑德·瓦诺克尔 (NBC), 查尔斯·沃伦(Mutual), 斯图尔特·诺文斯 (CBS)                                                                                        | 6640万       | [ 5 ]         |
| 1960     | 第二次辩论 | 第一次辩论 由“三巨头”电视网络（ABC，CBS和NBC）联合赞助 | WRC电视演播室 （华盛顿特区）)                                          | 美国全国广播公司(NBC)的弗兰克·麦克吉                                        | 爱德华·摩根(ABC), 阿尔文·斯皮瓦克 (UPI),哈罗德·列维(Newsday)                                                                                           | 6190万       | [ 5 ]         |
| 1960     | 第三次辩论 | 第一次辩论 由“三巨头”电视网络（ABC，CBS和NBC）联合赞助 | 尼克松和其小组成员在洛杉矶ABC工作室和肯尼迪在纽约ABC工作室分屏电视广播 | 美国广播公司 （ABC）的比尔 ·沙德尔                                          | 弗兰克·麦克吉(NBC), 查尔斯 (CBS), 道格拉斯·卡特(报导者), 朱·蒙得 (《纽约先驱论坛报》) 新闻记者: 鲍勃弗·莱明 (ABC)                                      | 6370万       | [ 5 ]         |
| 1960     | 第四次辩论 | 第一次辩论 由“三巨头”电视网络（ABC，CBS和NBC）联合赞助 | ABC工作室 （纽约，纽约）                                               | 美国广播公司 （ABC）的昆·西豪                                               | 弗兰克 ·辛格斯(Mutual), 约翰·爱德华兹 (ABC), 沃尔特·克朗凯特 (CBS), 约翰·钱塞勒(NBC) 新闻记者: 鲍勃·弗莱明(ABC)                                        | 6040万       | [ 5 ]         |
| 1976     | 第一次辩论 | 妇女选民联盟                                           | 核桃街剧院                                                             | （美国）全国广播公司的埃德温·纽曼                                           | 法兰．雷诺斯(ABC), 杰姆斯·甘农 (华尔街日报), 伊丽莎白·德鲁(《纽约人》                                                                                  | 6970 万      | [ 6 ]         |
| 1976     | 第二次辩论 | 妇女选民联盟                                           | 艺术宫 （旧金山，加利福尼亚州）                                        | 美国公共广播电台（NPR）的波琳·弗雷德里克                                    | 马克斯·弗兰克尔 (美国纽约时报 ), 亨利·威特 (巴尔的摩太阳报), 李察·瓦雷裏亚尼(NBC)                                                                      | 6390万       | [ 6 ]         |
| 1976     | 第三次辩论 | 妇女选民联盟                                           | 在威廉和玛丽学院的美国大学优等生荣誉学会纪念馆（威廉斯堡，弗吉尼亚州） | 美国广播公司 （ABC）芭芭拉·沃尔特斯                                         | 朱瑟夫·克拉夫特 (专栏作家), 罗伯特·赫钦斯(华盛顿邮报), 杰克·内尔森 (洛杉矶时报)                                                                        | 6270万       | [ 6 ]         |
| 1976     | 副总统辩论 | 妇女选民联盟                                           | 胡同剧院（德克萨斯州，休斯顿）                                         | 芝加哥太阳报的詹姆斯·亨格                                                   | 哈尔·布鲁诺(新闻周刊), 丽琳-伯杰 (NBC),沃尔特·米尔斯 (美联社)                                                                                          | 4320万       | [ 6 ]         |
| 1980     | 第一次辩论 | 妇女选民联盟                                           | 巴尔的摩会议中心 （巴爾的摩，马里兰州）                                | 美国公共电视网（PBS）的比尔·莫耶斯                                          | 卡萝尔·卢米丝 (财富 (杂志)), 丹尼尔·格林伯格 (专栏作家), 查尔斯·考德瑞 (巴尔的摩太阳报), 李(洛杉矶时报), 奎恩 (新闻周刊), 索马 ·戈尔登（ 美国纽约时报) |              | [ 7 ]         |
| 1980     | 第二次辩论 | 妇女选民联盟                                           | 公共音乐厅 （克里夫蘭，俄亥俄州）                                      | 美国广播公司 （ABC）的 霍华德·史密斯                                        | 马文·史东(美国新闻与世界报道), 哈利·埃利斯(基督科学箴言报), 威廉·希利亚德（波特兰俄勒冈人报）,芭芭拉·沃尔特斯 (ABC)                                    | 8060万       | [ 7 ]         |
| 1984     | 第一次辩论 | 妇女选民联盟                                           | 肯塔基表演艺术中心 （路易維爾， (肯塔基州)                             | 美国广播公司 （ABC）芭芭拉·沃尔特斯                                         | 詹姆斯· 维格哈特 (纽约每日新闻), 黛安·索耶 (ABC), 弗雷德·巴恩斯 (新共和国周刊)                                                                         | 6510 万      | [ 8 ]         |
| 1984     | 第二次辩论 | 妇女选民联盟                                           | 音乐厅，市政礼堂 （堪萨斯城，密蘇里州）                                | 纽曼                                                                        | 乔吉·安妮·盖尔（全球时报）, 马文·卡尔布 (NBC), 莫顿·康德拉克 (新共和国周刊)                                                                            | 6730万       | [ 8 ]         |
| 1984     | 副总统辩论 | 妇女选民联盟                                           | 费城会议厅和市政中心 （费城，费城）                                    | 美国广播公司 （ABC）桑德瓦·诺克尔                                           | 约翰·马希克 (美国新闻与世界报道), 杰克·怀特(时代(杂志)), 诺玛·夸尔斯(NBC), 罗伯特·博伊德(奈特·里德)                                                    | 5670万       | [ 8 ]         |
| 1988     | 第一次辩论 | 总统辩论委员会                                         | 在维克森林大学等待教堂 （温斯顿-赛伦，北卡罗来纳州）                   | 美国公共电视网的吉姆.莱勒                                                   | 约翰·马希克 (亚特兰大宪政报),彼得·詹宁斯 (ABC), 安妮·戈劳尔(奥兰多前哨报)                                                                              | 6510 万      | [ 9 ]         |
| 1988     | 第二次辩论 | 总统辩论委员会                                         | 加州大学洛杉矶分校的保利展馆（洛杉矶，加利福尼亚）                     | 美国有线电视新闻网络（CNN）的乔治‧萧伯纳                                    | 安德烈亚·米切尔 (NBC), 安·康普敦(ABC), 玛格丽特·华纳(新闻周刊)                                                                                         | 6730 万      | [ 9 ]         |
| 1988     | 副总统辩论 | 总统辩论委员会                                         | 奥马哈市政礼堂 （奥马哈，内布拉斯加州）                                | 美国公共电视网（PBS）的朱迪·伍德拉夫                                        | 汤姆·布罗考(NBC),乔恩·马戈利斯(芝加哥论坛报), 布瑞特·休姆 (ABC)                                                                                        | 4690万       | [ 9 ]         |
| 1992     | 第一次辩论 | 总统辩论委员会                                         | 华盛顿大学体育馆（(圣路易斯,密苏里州）                                 | 美国公共电视网（PBS）的吉姆·莱勒                                            | 桑德· 瓦诺克尔(独立的新闻工作者), 安·康普敦 (ABC); 约翰·马希克 (波士顿环球报)                                                                          | 6240万       | [ 10 ]        |
| 1992     | 第二次辩论 | 总统辩论委员会                                         | 里士满大学罗宾斯中心(里士满，弗吉尼亚州）                              | 美国广播公司 （ABC）的卡罗尔·辛普森                                         | 提问者: 209名 大会堂参与辩论的未投票选民 | 6990万       | [ 10 ]        |
| 1992     | 第三次辩论 | 总统辩论委员会                                         | 沃顿商学院表演艺术中心 （东兰辛，密歇根州）                            | 美国公共电视网（PBS）的吉姆·莱勒                                            | 吉因·吉本斯 (路透社), 海伦·托马斯 (合众国际社), 苏珊·鲁克 (美国有线电视新闻网络)                                                                       | 66.9 million | [ 10 ]        |
| 1992     | 副总统辩论 | 总统辩论委员会                                         | 佐治亚理工学院的艺术剧院(亚特兰大,乔治亚州)                            | 美国广播公司 （ABC）的哈尔·布鲁诺                                           | 不適用 | 5120万       | [ 10 ]        |
| 1996     | 第一次辩论 | 总统辩论委员会                                         | 莫滕森大厅布什内尔表演艺术中心(哈特福, 康乃狄克州)                     | 美国公共电视网（PBS）的吉姆·莱赫                                            | 不適用 | 4610万       | [ 11 ]        |
| 1996     | 第二次辩论 | 总统辩论委员会                                         | 圣地亚哥大学希利剧院（圣地亚哥，加州）                                 | 美国公共电视网（PBS）的吉姆·莱赫                                            | 提问者: 133名 大会堂参与辩论的未投票的选民 | 3630 万      | [ 11 ]        |
| 1996     | 副总统辩论 | 总统辩论委员会                                         | 马哈菲剧院(圣彼德斯堡, 佛罗里达)                                       | 美国公共电视网（PBS）的吉姆·莱赫                                            | 不適用 | 2660万       | [ 11 ]        |
| 2000     | 第一次辩论 | 总统辩论委员会                                         | 马萨诸塞大学的克拉克体育中心（波士顿，马萨诸塞大学）                   | 美国公共电视网（PBS）的吉姆·莱赫                                            | 由福斯广播公司进行联合采访 | 4660 万      | [ 12 ]        |
| 2000     | 副总统辩论 | 总统辩论委员会                                         | 森特学院的诺顿艺术中心（丹维尔， 肯塔基州）                            | 美国有线电视新闻网络（CNN）的乔治‧萧伯纳                                    | 由美国有线电视新闻网络进行联合采访 | 2850 万      | [ 12 ]        |
| 2000     | 第二次辩论 | 总统辩论委员会                                         | 维克森林大学教堂(温斯顿-赛伦, 北卡罗来纳州)                            | 美国公共电视网（PBS）的吉姆·莱赫                                            | 由（美国）全国广播公司进行联合采访 | 3750 万      | [ 12 ]        |
| 2000     | 第三次辩论 | 总统辩论委员会                                         | 华盛顿大学体育馆（(圣路易斯,密苏里州）                                 | 美国公共电视网（PBS）的吉姆·莱赫                                            | 提问者: 大会堂参与辩论的选民 由美国广播公司进行联合采访                                                                                                | 3770 万      | [ 12 ]        |
| 2004     | 第一次辩论 | 总统辩论委员会                                         | 迈阿密大学召开中心 (科勒尔盖布尔斯, 佛罗里达州)                        | 美国公共电视网（PBS）的吉姆·莱赫                                            | 由福斯广播公司进行联合采访 | 6240万       | [ 13 ]        |
| 2004     | 副总统辩论 | 总统辩论委员会                                         | 凯斯西储大学的维尔利中心（克里夫兰，俄亥俄州）                         | 美国公共电视网（PBS）的格温·艾费尔                                          | 由美国广播公司进行联合采访 | 4350万       | [ 13 ]        |
| 2004     | 第二次辩论 | 总统辩论委员会                                         | 华盛顿大学(圣路易斯,密苏里州）                                         | 美国广播公司的查尔斯·吉布森                                                 | 由美国全国广播公司（NBC）进行联合采访 | 4670万       | [ 13 ]        |
| 2004     | 第三次辩论 | 总统辩论委员会                                         | 亞利桑那州立大學的甘米居音乐厅(坦佩 ，亞利桑那州)                      | 哥伦比亚广播公司（CBS）的鲍勃・席费尔                                       | 由美国广播公司进行联合采访 | 5110万       | [ 13 ]        |
| 2008     | 第一次辩论 | 总统辩论委员会                                         | 密西西比大学(牛津、密西西比）                                          | 美国公共电视网（PBS）的吉姆·莱赫                                            | 由哥伦比亚广播公司（CBS）进行联合采访 | 5240万       | [ 14 ]        |
| 2008     | 副总统辩论 | 总统辩论委员会                                         | 华盛顿大学 (圣路易斯,密苏里州）                                        | 美国公共电视网（PBS）的格温·艾费尔                                          | 由美国有线电视新闻网络（CNN）进行联合采访 | 6990万       | [ 14 ]        |
| 2008     | 第二次辩论 | 总统辩论委员会                                         | 贝尔蒙特大学 （纳什维尔，田纳西州）                                    | 美国全国广播公司（NBC）的汤姆·布罗考                                        | 由哥伦比亚广播公司（CBS）进行联合采访 | 6320万       | [ 14 ]        |
| 2008     | 第三次辩论 | 总统辩论委员会                                         | 霍夫斯特拉大学(亨普斯特德, 纽约)                                       | 哥伦比亚广播公司（CBS）的鲍勃・席费尔                                       | 由美国广播公司进行联合采访 | 5650万       | [ 14 ]        |
| 2012     | 第一次辩论 | 总统辩论委员会                                         | 丹佛大学(丹佛, 科罗拉多州)                                             | 美国公共电视网（PBS）的吉姆·莱赫                                            | 由美国广播公司进行联合采访 | 6720万       | [ 15 ]        |
| 2012     | 副总统辩论 | 总统辩论委员会                                         | 森特学院 ( 丹维尔, 肯塔基州)                                           | 美国广播公司（ABC）的玛莎·拉达茨                                            | 由美国有线电视新闻网络（CNN）进行联合采访 | 5140万       | [ 15 ]        |
| 2012     | 第二次辩论 | 总统辩论委员会                                         | 霍夫斯特拉大学(亨普斯特德, 纽约）                                      | 美国有线电视新闻网络（CNN）的坎迪·克劳利                                    | 由福斯广播公司进行联合采访 | 6560万       | [ 15 ]        |
| 2012     | 第三次辩论 | 总统辩论委员会                                         | 林恩大学的山地表演艺术中心 (博卡拉顿市)，佛罗里达州）                  | 美国全国广播公司（NBC）的鲍勃・席费尔                                       | 由美国广播公司进行联合采访 | 5920万       | [ 15 ]        |
| 2016     | 第一次辩论 | 总统辩论委员会                                         | 霍夫斯特拉大学 (亨普斯特德, 纽约)                                      | 美国全国广播公司（NBC）的莱斯特·赫特                                        | | 8400万       |               |
| 2016     | 副总统辩论 | 总统辩论委员会                                         | 朗沃德大学(法姆维尔, 佛吉尼亚州)                                       | 哥伦比亚广播公司（CBS）的伊莲·基哈诺                                        | | 3600万       |               |
| 2016     | 第二次辩论 | 总统辩论委员会                                         | 华盛顿大学 (圣路易斯,密苏里州）                                        | 美国有线电视新闻网络（CNN）的安德森·库珀和 玛莎·拉达茨的美国广播公司（ABC） | 提问者：大会堂参与辩论的未投票的选民 | 6650万       |               |
| 2016     | 第三次辩论 | 总统辩论委员会                                         | 拉斯维加斯大学的托马斯&马克中心 (天堂，内华达州)                       | 福斯广播公司（FOX）的里斯-华莱士                                            | | 7160万       |               |
| 2020     | 第一次辩论 | 总统辩论委员会                                         | 克里夫蘭診所健康教育學園 （俄亥俄州克里夫蘭）                          | 福斯广播公司（FOX）的克里斯·華萊士                                          | | 7310万       | [ 16 ] [ 17 ] |
| 2020     | 副总统辩论 | 总统辩论委员会                                         | 猶他大学京士貝理禮堂（猶他州鹽湖城）                                   | 今日美國（USA Today）的蘇珊·佩奇                                            | | 5790万       | [ 16 ] [ 17 ] |
| 2020     | 第二次辩论 | 总统辩论委员会                                         | 艾德麗安·阿什特表演藝術中心 （佛羅里達州邁阿密市）                     | 公共事務衛星有線電視網（C-SPAN）的史特夫·斯卡利                             | （此場次辯論會取消） |              | [ 16 ] [ 17 ] |
| 2020     | 第三次辩论 | 总统辩论委员会                                         | 貝爾蒙特大學 （田納西州納許維爾）                                      | NBC的克莉絲汀·維爾克                                                        | | 6300万       | [ 16 ] [ 17 ] |

## 延伸阅读
- Minow, Newton N. & LaMay, Craig L. (2008). Inside the Presidential Debates: Their Improbable Past and Promising Future. University of Chicago Press. ISBN 978-0-226-53041-3.
- Moore, John L.: Elections A to Z, Second Edition; CQ Press, Washington 2003
- Patterson, Thomas E.: Views of Winners & Losers" in Graber, Doris A.: "Media Power in Politics; Congressional Quarterly Inc., Washington 1990, p. 178
- Rutenberg, Jim: "The Post-Debate Contest: Swaying Perceptions"; The New York Times, 4 October 2004, p. 1

## 其他链接
- Commission on Presidential Debates （页面存档备份，存于）
  - Transcripts （页面存档备份，存于）
- History of Televised Presidential Debates （页面存档备份，存于）, Museum of Broadcast Communications, Chicago
- Debating our Destiny （页面存档备份，存于） on PBS NewsHour, 2000 and 2008 programs
- Dumbing Down the Public: Why it Matters, commentary on language level in presidential debates, Diane Ravitch, January 15, 2001
- United States presidential debates at DMOZ

### 辩论批评与参与者
- Open Debates （页面存档备份，存于）, a nonprofit, nonpartisan organization devoted to presidential debates
- A Blueprint for Fair and Open Presidential Debates in 2000, The Appleseed Citizens' Task Force on Fair Debates
- "The Commission on Presidential Debates' Exclusion of Vital Issues" in the 2000 debates
- The Citizens' Debate Commission's proposal for 2004 debates
- Heads or Tails: You Lose, article on the Commission on Presidential Debates and corporate influence